# Blog

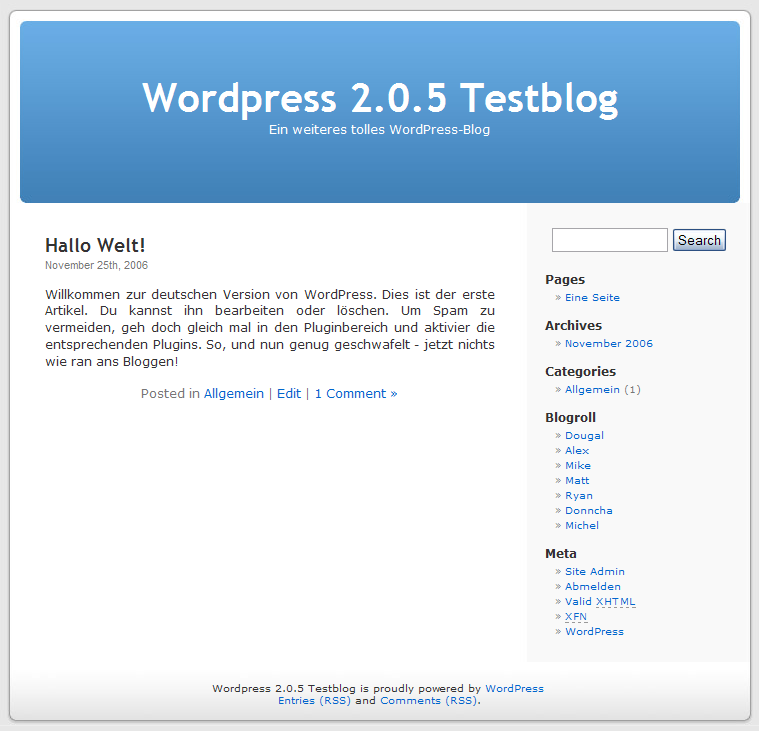
Een standaard online weblog, hier op basis van Wordpress

Een blog of weblog is een persoonlijk dagboek of verslag op een website dat regelmatig, soms meermalen per dag, wordt bijgehouden. Meestal gaat het om teksten die in chronologische volgorde verschijnen. De auteur, ook blogger genoemd, biedt een logboek van informatie aan aan zijn publiek, de bezoekers van zijn blog. Dat kan gaan om tekst, foto's, video's (vlog) of audio (podcast). Blogs bieden hun lezers vaak de mogelijkheid om (al dan niet anoniem) reacties onder de berichten te plaatsen of om elkaars blogs te volgen. Sinds 2006 is microbloggen populair, een combinatie van bloggen en instant messaging. 
Het is het persoonlijke of gespecialiseerde karakter dat blogs interessant maakt voor bezoekers. Voor de blogger aan de andere kant, geeft een blog een platform voor het uiten van een mening of een passie waarover men beschikt of geld te verdienen door middel van advertenties of sponsoring.
Bekende blog-websites zijn Tumblr, WordPress en Blogger, maar ook sociale media als Facebook en Instagram kunnen blogs huizen. Twitter is het bekendste platform voor microblogging, maar er bestaan ook open, gedecentraliseerde alternatieven zoals Mastodon.

## Geschiedenis
Het concept van een blog of een groepsblog ontstond op natuurlijke wijze uit de 'online dagboeken' die mensen vanaf 1994, na de uitvinding van het HTTP-protocol (http), begonnen bij te houden. Jorn Barger is de bedenker van het woord 'weblog' op 17 december 1997. Het ging indertijd immers om het 'loggen van wat er op het web gevonden werd'. Het woord 'blog' werd bedacht door Peter Merholz, die bij wijze van grap het woord weblog schreef als we blog in de zijbalk van zijn Engelstalig blog peterme.com rond mei 1999. In augustus 1999 werd het bedrijf Blogger opgericht, met de site www.blogger.com. Omdat Blogger als een van de pioniers de term 'to blog' publiek uitdroeg, spreken de meeste mensen nu van blogs in plaats van weblogs.
Het voor zover bekend eerste Nederlandstalige blog, Daily Wacko, begon op 1 december 1997. Het betrof hier aanvankelijk een parodienieuwsbrief op de dagelijkse e-mail-nieuwsbrief Daily Planet, die door internetjournalist Francisco van Jole voor internetprovider Planet Internet werd gepubliceerd. De karikatuur Daily Wacko groeide later uit tot een meer op zich op zichzelf staand blog. In het boek Bloghelden van auteur Frank Meeuwsen staat beschreven dat onder pioniers van het Nederlandse bloggen het blog Alt0169.com  als eerste weblog van Nederland wordt beschouwd. Dit uit de websites Het Dagelijkse Nieuws (Jeroen Bosch) en Pjoe.net (Joep Vermaat) samengesmolten blog zou het meeste invloed hebben gehad op de Nederlandse blogosfeer.
Een van de eerste groepsblogs was Camworld. Jesse James Garrett, een editor van Infosift, begon eind 1998 met het bijhouden van een lijst van interessante sites die hij bezocht. De lijst met URL's verstuurde hij naar Cameron Barrett, die de lijst publiceerde op de site Camworld. Meer personen begonnen met het insturen van interessante links.

## Verspreiding
Veel blogs trekken na verloop van tijd een vast publiek, – uiteenlopend van enkele tientallen tot duizenden bezoekers per dag – dat regelmatig komt kijken of er nieuws is verschenen. Bovendien lezen bloggers zelf vaak veel andere – wereldwijd verspreide – blogs, waardoor nieuws zich via dit medium erg snel verspreidt. Zo speelden blogs een belangrijke rol in de periode dat de aanslag op de Twin Towers in New York gepleegd werd. Terwijl traditionele nieuwssites door de ongekende belangstelling al snel onbereikbaar raakten, deden bloggers verslag van de gebeurtenissen, die bij sommigen vrijwel onder hun ogen plaatsvonden.

## Bekende personen
In de media neemt bloggen een steeds grotere plaats in. Bekende bloggers zijn bijvoorbeeld presentatoren of cabaretiers, maar ook politici houden blogs bij die druk bezocht worden en waarvan de inhoud regelmatig de media haalt. Een van de politici die het medium frequenteert is Donald Trump.
Het blog van de Cubaanse blogger Yoani Sánchez wordt vertaald in vele talen, waaronder het Nederlands. Zij ontving voor haar blogs de Prins Claus Prijs.

## Software
De meeste bloggers maken voor het bijhouden van hun log gebruik van gratis online diensten, waarvan Blogger het populairst is. Hun grootste concurrent is WordPress. Andere alternatieven zijn onder andere Micro.blog, Bear blog en write.as.
De meest gebruikte platforms zoals Blogger en WordPress zijn internationaal georiënteerd, in Nederland was er voor het Nederlandse taalgebied een organisatie die web-log heet en die dezelfde diensten aanbiedt. Deze organisatie werd (samen met de blogs van de Volkskrant) later overgenomen door Sanoma, maar de migratie verliep niet geheel vlekkeloos en het nieuw ontstane weblog.nl (zonder streepje) is in 2013 gestopt. In België was de bekendste aanbieder Skynetblogs van Skynet (Belgacom). Deze dienstverlening werd in 2018 afgesloten.
Via deze sites kunnen gebruikers die geen ervaring hebben met het maken van webpagina’s op een gemakkelijke manier via een webinterface hun artikelen plaatsen. Naarmate zulke gebruikers meer ervaren raken, kiezen ze vervolgens vaak alsnog voor een geheel zelfgemaakte blog. Zij ruilen hun gratis host in voor een eigen HTML-site met daarin een zelfgemaakte blog.
Bloggers met meer ervaring gebruiken daarentegen over het algemeen speciaal daarvoor ontwikkelde software zoals WordPress (dat naast een eigen dienst dus ook losse software aanbiedt), Movable Type, Pivot of Drupal. Met deze software, die op een eigen serverruimte dient te worden geïnstalleerd, kan men zijn blog geheel naar eigen inzicht vormgeven. Het merendeel van deze software is gratis.
Ondertussen wordt het bloggen in Vlaanderen alsmaar populairder. Zo is er het jaarlijks terugkerende Bloggers UTD event dat in 2020 aan zijn 5de editie kende. Meer dan 100 bloggers en influencers uit de reis- en lifestylebranche zijn daar jaarlijks aanwezig om te netwerken en opdrachten te vinden. In Vlaanderen zijn anno 2020 meer dan 65 reisbloggers actief.

## Techniek

### RSS
Het is mogelijk om blogs te lezen via een RSS feed. RSS staat voor Really Simple Syndication en het is een XML-toepassing, waarmee tal van sites te controleren zijn op updates. Om RSS te gebruiken is een RSS-lezer benodigd. Dit zijn veelal programma's die op een pc draaien. Google had een online RSS-dienst: Google Reader.

### Trackback
Wanneer een blog reageert op of verwijst naar een item uit een andere blog, en beide bloggers ondersteunen een trackback, dan wordt de originele blogger door middel van een "trackback ping" hiervan op de hoogte gebracht. Onderaan het originele blogartikel wordt dan naar deze andere blogs doorverwezen.

### Permalink
Een permalink is een permanente link naar een blogartikel. Aangezien de artikelen gesorteerd worden naar datum, kan het zijn dat een nieuwsfeit op een bepaald moment op de hoofdpagina staat, maar een maand later daar niet meer terug te vinden is. Een permalink verandert niet.

## Soorten blogs
Hieronder volgen voorbeelden van enkele thematische weblogs.
- Babysite: door ouders, gemaakt voor hun baby.
- Mamablog: gericht op moeders en vaak ook vaders.
- Clublog: feitelijk meer een uitgebreide vorm van een gastenboek dan een zuivere blog. Het verschil zit hem in het enigszins besloten karakter van een clublog. Het is weliswaar geen besloten log (en is dus voor eenieder toegankelijk), maar verreweg de meeste bezoekers van een clublog zullen deel uitmaken van een bepaalde club, vereniging of organisatie waarvan de leden nieuwtjes en wetenswaardigheden over hun club publiceren.
- Corporate blog of businessblog: een themablog dat officieel aan een specifiek bedrijf is verbonden. Het blog kan zowel intern als extern zijn en het blog dient daarbij vooral als communicatie- en marketingkanaal. Het blog wordt geschreven door een werknemer of een ingehuurde redacteur.
- Facelog of space blog: blog die geïntegreerd is in social-networkingsites zoals het Facebook en voorheen Hyves. Dit type blog combineert twee elementen die beide onder social networking vallen, enerzijds het Facebook-principe en anderzijds het logprincipe. Mogelijkheden tot modificatie worden gelijk getrokken aan normale blogsites.
- Fashionblog: Veelal vrouwen delen hun laatste modeaankopen en -informatie over de laatste trends. Ook komt het vaak voor dat inspiratiefoto's worden gedeeld en soms worden webshops gepromoot. Een bekend fenomeen zijn de 'outfit of the day'-posts waarin wordt getoond wat de blogster die dag draagt.
- Filmblog: Filmnieuws, filmbesprekingen, trailers en filmposters.
- Foodblog: Vaak recepten en bereidingswijzen.
- Fotoblog: Foto's met al dan niet korte beschrijvingen of commentaren.
- Gezondheidsblog
- Klasblog: Leerlingen en leerkrachten plaatsen berichten en foto's over wat in de klas gebeurt, meestal aangevuld met studietips en informatie. Deze blog trekt meestal enkel leerkrachten (al dan niet van de klas waarover de klasblog gaat), leerlingen van de klas en familie van de leerlingen.
- Lifelog: Een online dagboek.
- Linkdump of linklog: Site met links naar andermans bijdragen, doorgaans voorzien van persoonlijk commentaar. Op linkdump-weblogs wordt doorgaans minder gereageerd dan op de zogenaamde lifelogs of shocklogs.
- Moblog (verouderd)
- Muzieklog: Over muziek. Het aanbod is gevarieerd: op sommige muzieklogs verschijnen alleen besprekingen van nieuwe albums en artiesten, terwijl anderen zich richten op specifieke genres, artiesten, stromingen of zich beperken tot het plaatsen van linkjes naar albums.
- Nieuwslog: een online krant in blogvorm waardoor de interactiviteit met betrekking tot het nieuws toeneemt. Een nieuwslog wordt meerdere keren per dag geüpdatet, speelt in op actualiteiten en is vaak onderhouden door meerdere redactieleden.
- Politieke blog: een persoonlijke blog van een politicus of een blog van een politieke partij.
- Reisblogs: blogs die gewijd zijn aan specifieke reizen die mensen ondernemen, het internetequivalent van een reisdagboek. Soms wordt het blog onderweg bijgehouden, maar veel vaker achteraf op basis van een tijdens het reizen bijgehouden dagboek.
- Shocklog: probeert door middel van een schokkende en agressieve inhoud veel publiek te trekken, of door onafhankelijk en niet gehinderd door gevestigde journalistieke grenzen van het oldschoolnetwork in de branche met een scherpe pen verslag te doen van de actualiteit en wat er in de wereld speelt.
- Stadsblog: Berichten met als onderwerp een bepaalde stad of gemeente met lokale actualiteiten zoals culturele en sportieve evenementen, of persoonlijke observaties rond de stad/gemeente.
- Superblogger: een verzameling blogs onder één hoofdsite waarin individuele gebruikers een compleet blogsysteem per blog toegewezen krijgen in plaats van een aangepaste multisite met veelal beperkte mogelijkheden. Een superblogger typeert zich door zeer veel instelmogelijkheden voor complexe blogs met verregaande interactie tussen bloggers onderling en tussen blogger en bezoeker.
- Themablog: Berichten staan over een onderwerp of professie. De mensen die schrijven hebben een passie voor het onderwerp en hebben vaak veel kennis van het onderwerp. Er zijn tegenwoordig bloguitgevers die deze vorm van blogs professioneel inzetten.
- Tv-blog: Informeert over allerlei zaken die te maken hebben met televisie (programma's, kijkcijfers, marktaandelen)
- Wandelblog: een website vol inspiratie, wandelroutes, tips, wandelboeken en andere wandeldingen
- Wijkvlog: ligt in het verlengde van een stadsblog, waarbij de focus uitgaat naar een wijk of buurt in de stad. Voorbeeld: de Hoodvlogs van Ismail Ilgun.

## Nederlandstalige blogs

### Nederland
In 2006 waren de bekendste blogs (meting op basis van Google-hits):
1. GeenStijl
2. Flabber
3. Retecool.com
4. Jaggle
5. VKmag/Volkomenkut.com
6. Villamedia
7. Merelroze
8. Sargasso
9. Bieslog

Samen met de 'pioniers' Alt0169.com, tonie.net en sikkema.net werden de eerste drie uit bovenstaand lijstje ook vermeld in het nrc.next-artikel 'Sites die Nederland veranderden'. In 2007 werd blog Frankwatching.com gekozen als beste Nederlandse blog door The Best of the Blogs. De publieksprijs ging naar het Volkskrantblog, hoewel dit eigenlijk een verzameling is van vele honderden blogs.
In 2009 deed hyped.nl onderzoek naar de waarde van de grootste blogs in Nederland en publiceerde het een lijst van de 30 waardevolste blogs. Bovenaan de lijst stond wederom GeenStijl. Daarnaast zijn er diverse blognetwerken, waarop bezoekers/gebruikers eigen blogs kunnen aanmaken en bijhouden.
Volgens hoogleraar journalistiek aan de Rijksuniversiteit Groningen (RUG) Marc Chavannes heeft Nederland weinig relevante blogs die leiden tot een maatschappelijk debat. Als correspondent in de VS maakte hij op grote schaal gebruik van politieke en wetenschappelijke blogs. Deze waren volgens hem sneller, grondiger en levendiger in het politieke debat dan kranten en tv. Volgens Peter Verweij, docent journalistiek van de Hogeschool Utrecht, ligt dat aan de afkeurende houding van de traditionele media en deels aan de blogs: "Media hebben er alles aan gedaan om blogs te kleineren in Nederland, en blogs zelf hebben er ook aan bijgedragen dat de blogosfeer vaak niet serieus wordt genomen."
Dutch Bloggies organiseerde vanaf 2001 jaarlijkse verkiezingen voor de beste Nederlandse blogs en hield na een slotfeest in 2011 na tien jaar op te bestaan.

### Vlaanderen
Eind 2006, begin 2007 ontstonden de Bwards (spreek uit 'bie-wards') als een niet-commercieel alternatief voor de verkiezing van beste blog door het tijdschrift Clickx in de context van de Site van het Jaar-verkiezing. Voor de eerste editie kon iedereen zijn favoriete blog nomineren. Tijdens een evenement op 23 maart 2007 in HETPALEIS te Antwerpen werden de winnaars bekendgemaakt. Het was het eerste publieke en gratis evenement waar voornamelijk Vlaamse bloggers elkaar ontmoetten. De tweede editie kende een lagere opkomst. Vanaf 1 januari 2008 tot 10 februari 2008 kon er gestemd worden. De bekendmaking vond plaats op 1 maart 2008. Nadien is het initiatief gestopt.
In 2012 organiseerde Weekend, dat een bijlage is van Knack, voor de eerste keer de Weekend Blog Awards. Geïnteresseerden konden blogs voorstellen, waarna een jury een voorselectie maakte voor verschillende rubrieken die nauw aansloten bij de thema's die in Weekend aan bod kwamen: Deco en design, Travel, Food, Photography, Entertainment, Niche, Cityblog, Personal, Beauty en Fashion. 3116 mensen nomineerden hun favoriete blog, 12.579 mensen brachten hun stem uit. Deze stemmen werden voor 40% meegeteld, de overige 60% bestond uit de stemmen van een vakjury, bestaande uit redactieleden van het blad. Onder de winnaars waren er nieuwe blogs zoals alledagenhonger.be, joliette.be en coffeeklatch.be, maar ook bekendere blogs zoals gentblogt.be en defilmblog.be. Het Franstalige zustertijdschrift Le Vif Weekend organiseerde tegelijkertijd een gelijkaardige verkiezing van Franstalige blogs. In Vlaanderen is de grootste blogsite bloggen.be.